# ウロコウズラ
ウロコウズラ（鱗鶉、Callipepla squamata）は、鳥綱キジ目ハウズラ科ウロコウズラ属に分類される鳥類。ウロコウズラ属の模式種。

## 分布
C. s. squamata
メキシコ北部から中部にかけて
C. s. castanogastris
アメリカ合衆国（テキサス州南部）、メキシコ北東部
C. s. hargravei
アメリカ合衆国（ニューメキシコ州）
C. s. pallida
アメリカ合衆国南西部、メキシコ北西部

## 形態
全長25センチメートル。翼長センチメートル9.6-12.8センチメートル。冠羽はあまり発達しない。尾羽の数は14枚。顔や背の羽衣は灰色で、耳孔を被う羽毛（耳羽）は褐色。冠羽は褐色で、先端は白い。肩から胸部、腹部にかけての羽衣は白く、肩から胸部を被う羽毛の外縁（羽縁）は淡青灰色、腹部の羽縁は褐色。
嘴や後肢は暗褐色。
卵は長径3センチメートル、短径2.4センチメートル。殻は淡黄色で、淡褐色の斑紋が入る。オスは喉を被う羽毛の羽軸に沿って暗色斑（軸斑）が入る。

## 分類
以前は本種のみでウロコウズラ属を構成していたが、Lophortyx属がウロコウズラ属に含まれた。
- Callipepla squamata squamata　(Vigors, 1830)
- Callipepla squamata pallida
- Callipepla squamata castanogastris
- Callipepla squamata hargravei

## 生態
60-80羽の群れを形成して生活するが、秋季はさらに大規模な群れを形成する。
繁殖形態は卵生。原野や荒地の地表に12-14個の卵を産む。抱卵期間は22-23日。